# Castilleja beldingii
Castilleja beldingii är en snyltrotsväxtart som först beskrevs av Edward Lee Greene, och fick sitt nu gällande namn av Tank och J.M.Egger. Castilleja beldingii ingår i släktet målarborstar, och familjen snyltrotsväxter. Inga underarter finns listade i Catalogue of Life.